# Сумрак сага: Праскозорје — 2. део
Сумрак сага: Праскозорје — 2. део (енгл. The Twilight Saga: Breaking Dawn – Part 2), скраћено Праскозорје: 2. део, амерички је љубавни и фантастични филм из 2012. године у режији Била Кондона. Темељи се на истоименом роману Стефени Мајер. Пети је и последњи део филмског серијала Сумрак сага, као и други у дводелној екранизацији романа, након филма Праскозорје из 2011. године. Главне улоге глуме Кристен Стјуарт, Роберт Патинсон и Тејлор Лаутнер.
Премијерно је приказан 16. новембра 2012. године у САД. Филм је, упркос помешаним критикама, постигао успех на биоскопским благајнама, зарадивши скоро 830 милиона долара широм света, наспрам буџета за продукцију који је износио 136 милиона долара, поставши шести филм са највећом зарадом у 2012. години и филм са највећом зарадом у серијалу Сумрак сага.

## Радња
Бела, која се управо породила, буди се из трансформације човека у вампира и упознаје се са својом ћерком, Ренесме. Остатак Каленових и Џејкоб остају у близини, а када се Џејкоб посесивно понаша према Ренесме, Бела сазнаје да се он на њу утиснуо, па је бесна све док Џејкоб не објасни да нема лоше намере. У међувремену, Белин отац, Чарли, покушавао је контактирати Каленове због Белиног здравља. Карлајл најављује да морају напустити Форкс, како би заштитили свој идентитет—посебно због Чарлија. Џејкоб, очајан да не изгуби Ренесме, посећује Чарлија и каже му да је Бела жива и здрава, али да се мора променити да би оздравила. Џејкоб такође каже Чарлију да не живи у свету за који мисли да живи, а затим му открива свој облик вука. Чарли одлази у кућу Каленових да види Белу и упозна Ренесме. Прихвата да се Бела променила и да је срећна, али не зна шта ју је променило ни одакле је Ренесме дошла.
Пролази неколико месеци док је Карлајл пратио брзи раст Ренесме. На излету у шуми, огорчена Ирина угледа Ренесме из даљине и претпостави да је бесмртно дете не постављајући питања. Бесмртна деца су били вампири који су се променили у детињству, а пошто се нису могли обучити нити обуздати, поклали су читава села. Стварање такве деце, Волтуријеви су забранили и свако ко је ухваћен са њим мора бити погубљен. Ирина одлази код Волтуријевих да пријави шта је видела. Алис добија визију да Волтуријеви и Ирина долазе да убију Каленове и упућује остале да прикупе што је могуће више сведока да сведоче да Ренесме није бесмртно дете. Алис и Џаспер затим одлазе да покушају прикупити доказе о томе. Каленови почињу да позивају сведоке, попут породице Денали. Један од Деналјевих, Елеазар, касније открива да Бела има посебну способност: снажан ментални штит који ју је штитио од Едвардовог читања мисли чак и док је била човек, шта она учи како би га проширила да заштити друге од моћи вампира.
Волтури, предвођени Аром, стижу у Форкс припремљени за битку. Виде велику групу од 27 вампира (Каленови и њихови сведоци) и вукова и заустављају њихову поворку. Они успевају докажу Ару да Ренесме није бесмртно дете, међутим, Волтуријеви су жељни да стражарима додају даровите чланове ковена Кален, па погубе Ирину у покушају да изазову битку. Пре него што дође до борбе, Алис и Џаспер се враћају и Алис показује Ару своје визије будућности, у којој долази до битке, а Карлајл, Аро, Џаспер, Сет, Маркус, Кај, Џејн, Алек и Лија губе животе. Аро и даље жели да погуби Ренесме јер јој је будућност непозната и могла би да порасте у дивљака. Алис и Џаспер откривају свог последњег сведока, Науела (получовек-полувампир, баш као и Ренесме). Науел доказује да није претња, подржавајући идеју да Ренесме није претња. Волтуријеви одлазе несрећни, објашњавајући да данас неће бити битке.
Назад у кући Каленових, Алис сагледа будућност, видећи Едварда и Белу заједно с Џејкобоми потпуно сазрелом Ренесме, који су такође заједно. Едвард чита Алисине мисли и осећа олакшање што Ренесме има Џејкоба да је заштити. Сама на ливади, Бела одгурне свој ментални штит и коначно дозволи Едварду да уђе у њен ум, показујући му сваки тренутак који су она и Едвард заједно поделили, а њих двоје се љубе након што је Бела рекла Едварду, „нико никога није волео онолико колико ја волим тебе”, а Едвард и Бела кажу да ће се волети и заувек бити заједно.

## Улоге
- Кристен Стјуарт као Бела Свон
- Роберт Патинсон као Едвард Кален
- Тејлор Лаутнер као Џејкоб Блек
- Макензи Фој као Ренесме Кален
- Ешли Грин као Алис Кален
- Џексон Ратбон као Џаспер Хејл
- Питер Фачинели као Карлајл Кален
- Елизабет Ризер као Есме Кален
- Келан Лац као Емет Кален
- Ники Рид као Розали Хејл
- Били Берк као Чарли Свон
- Меди Грејс као Ирина
- Мајкл Шин као Аро
- Џејми Кембел Бауер као Кај
- Дакота Фанинг као Џејн
- Кристофер Хејердал као Маркус
- Кејси Лабоу као Кејт
- Мијана Беринг као Танја
- Ли Пејс као Гарет
- Кристијан Камарго као Елезар
- Мија Маестро као Кармен
- Ноел Фишер као Владимир
- Џо Андерсон као Алистер
- Камерон Брајт као Алек
- Анџела Сарафијан као Тија
- Рами Малек као Бенџамин
- Бубу Стјуарт као Сет Клирвотер
- Данијел Кадмор као Феликс
- Џуди Шекони као Зафрина
- Чарли Були као Деметри
- Џеј-Ди Пардо као Науел
- Вендел Пирс као Џеј Џенкс
- Џулија Џоунс као Лија Клирвотер
- Латиф Краудер као Сантијаго
- Андреа Пауел као Саша
- Тони Тракс као Мери
- Андреа Габријел као Кеби
- Часке Спенсер као Сем Јули
- Мариса Квин као Хајлин
- Омар Метвали као Амун
- Валори Кари као Шарлот
- Трејси Хегинс као Сена
- Марлејн Барнес као Меги
- Гури Вајнберг као Стефан
- Ерик Одом као Питер
- Лиса Хауард као Сиобан
- Бил Тангрејди као Рандал
- Патрик Бренан као Лијам
- Амаду Ли као Хенри
- Џанел Фролиш као Ивет
- Масами Косака као Тоширо